# Geranium bicknellii
Geranium bicknellii es una especie de la familia de las geraniáceas.

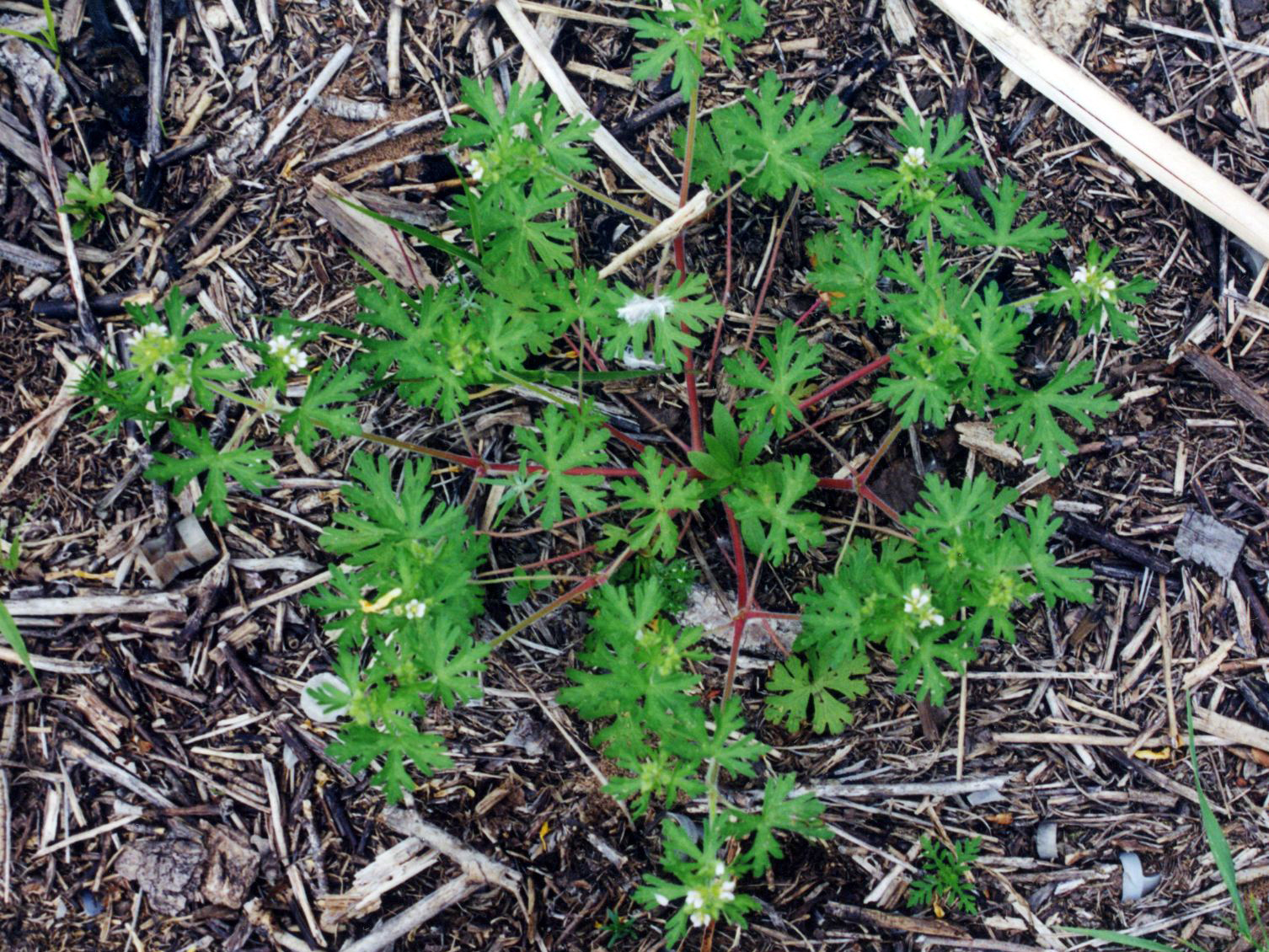
Vista de la planta

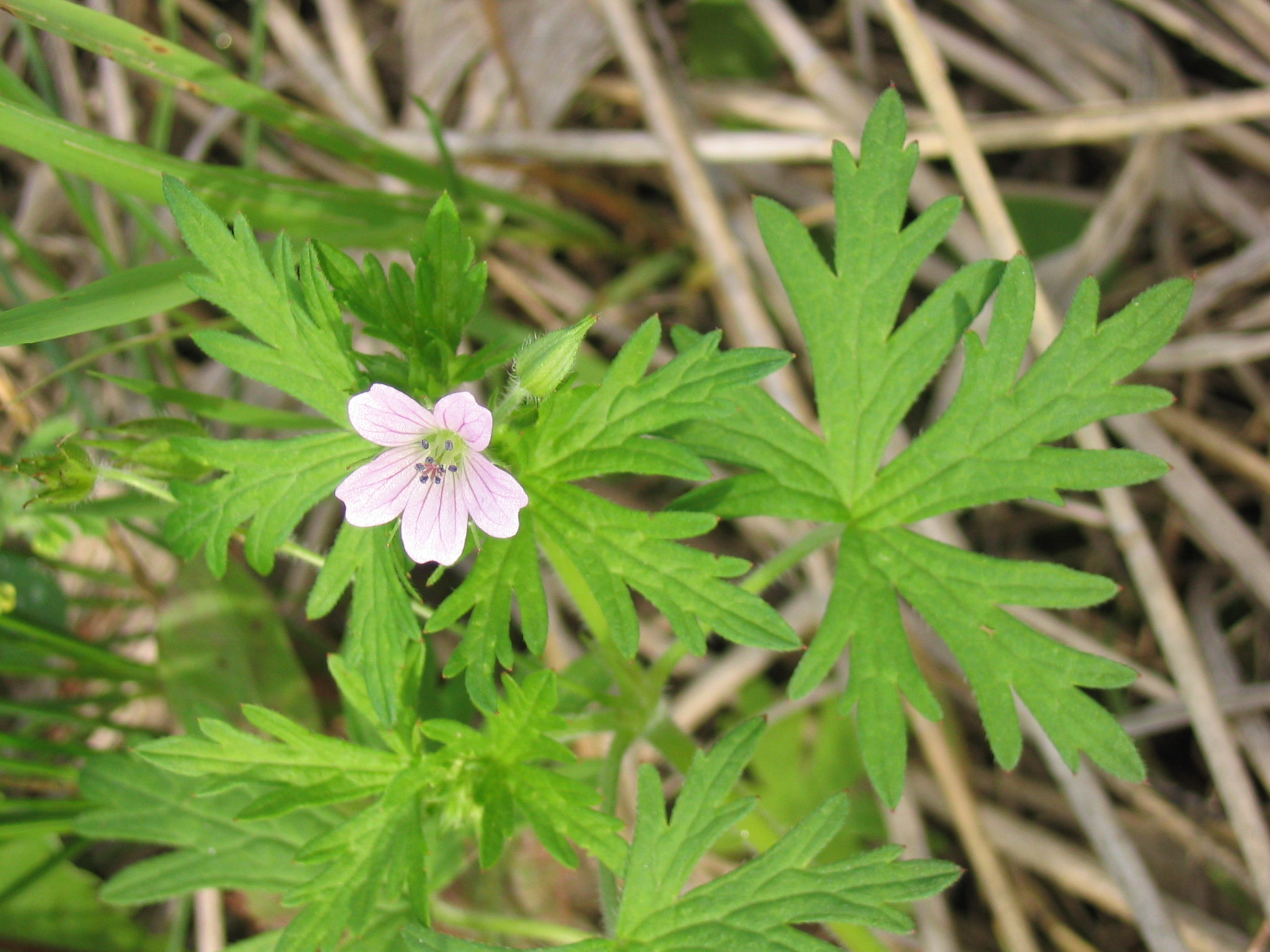
Detalle de las hojas

## Hábitat
La especie es nativa de gran parte de la mitad septentrional de América del Norte, donde se puede encontrar principalmente en hábitats boscosos.

## Descripción
Es una planta herbácea anual o bienal que crece con tallos peludos hasta aproximadamente 50 cm de largo.  Pueden ser erectos o se encuentran cerca del suelo.  Cada hoja es de varios centímetros de largo y de ancho y está dividida en varios lóbulos, cada uno de los cuales pueden tener más pequeños lóbulos o dientes. Las flores crecen solas o en parejas y tienen sépalos y pétalos pequeños de color lavanda, cada uno con una muesca en la punta. El fruto tiene un cuerpo redondeado con un largo estilo recto  de unos 2 centímetros de longitud y con una punta de pico pequeña.

## Taxonomía
Geranium bicknellii fue descrita por Nathaniel Lord Britton y publicado en Bulletin of the Torrey Botanical Club 24(2): 92–93. 1897.
Etimología
Geranium: nombre genérico que deriva del griego:  geranion, que significa "grulla", aludiendo a la apariencia del fruto, que recuerda al pico de esta ave.
bicknellii: epíteto otorgado en honor del botánico estadounidense Eugene Pintard Bicknell.
Sinonimia
- Geranium bicknellii var. bicknellii Britton
- Geranium bicknellii var. longipes (S.Watson) Fernald
- Geranium carolinianum var. longipes S.Watson
- Geranium longipes (S.Watson) Goodd.
- Geranium nemorale Suksd.
- Geranium nemorale var. bicknellii (Britton) Fernald[3][4]